# Ilha das Focas
A Ilha das Focas é uma pequena ilha localizada a uma distância de aproximadamente 6,1 km (3,7 milhas) das praias do norte da Baía Falsa que por sua vez situadas a aproximadamente 34,9 km (21,6 milhas) da área financeira da Cidade do Cabo na província do Cabo Ocidental na África do Sul. A ilha é assim denominada porque é muito densamente povoada por focas do cabo

## Predatismo
A Ilha das Focas é também conhecida pela intensa atividade predatória que acontece no inverno quando os tubarões migram para a ilha para se alimentar de focas e pela técnica usada pelos tubarões da área, eles saltam para fora d'água para capturar suas presas. A predação dos tubarões acontece com mais intensidade dentro de um "anel da morte" de aproximadamente 3 quilômetros de diâmetro.